# Cents
Cents (prononcé /sεnts/, en luxembourgeois : Zens ) est l'un des 24 quartiers de Luxembourg-ville.
En 2025, il comptait 6.517 habitants, dont 49,6% de non-luxembourgeois, étant le seul quartier de la ville encore peuplé d'une majorité de luxembourgeois.

## Situation géographique
Le quartier Cents a une surface de 173.10 ha et est situé dans la partie est de la capitale. Il confine
au nord à Neudorf/Weimershof au sud à Hamm et à Pulvermühl, et à l’ouest à Grund et Clausen.

## Historique
Le quartier du Cents longe les deux côtés de la rue de Trèves, qui relie la ville de Luxembourg à Trèves depuis le Moyen Âge. Ce territoire faisait partie de l’ancienne commune de Hamm, qui fusionna avec la ville en 1926. Dans les années 1930 les sœurs Carmélites s’installent dans le quartier, qui à l’époque est encore une zone rurale.
L’urbanisation du quartier a commencé dans les années 60 avec la construction de la Cité Fimme par la société nationale des habitations à bon marché et dure jusqu’à aujourd’hui. L’église du Saint-Esprit a été consacrée en 1980, ce qui en fait la plus récente église du territoire de la ville.

## Transport
Le quartier est desservi par la gare de Cents-Hamm.

## Patrimoine
- Église du Saint-Esprit
- Fort Dumoulin
- Fontaine Fetschebur